# Griselda (mini-série)
Pour les articles homonymes, voir Griselda.
Griselda est une mini-série américaine basée sur la vie de Griselda Blanco, une célèbre baronne de la drogue colombienne, diffusée sur Netflix le 25 janvier 2024.
Elle est réalisée par Andrés Baiz, produite par  Eric Newman et Sofía Vergara et tournée à  Los Angeles.

## Synopsis
La série suit son ascension dans les rangs de la drogue à Miami et sa quête de pouvoir et de richesse. La paranoïa et la trahison la mènent à sa perte, ses actions entraînant plusieurs décès.

## Distribution

### Principaux
- Sofía Vergara (VF : Ethel Houbiers) : Griselda Blanco[5]
- Alberto Guerra (es) : Darío Sepúlveda, le troisième mari de Griselda.
- Martín Rodríguez (es) (VF : Guillaume Bourboulon) : Jorge « Rivi » Ayala-Rivera (en), le tueur à gages de Griselda.
- Juliana Aidén Martinez (VF : Laëtitia Lefebvre) : June Hawkins
- Vanessa Ferlito (VF : Pascale Mompez) : Carmen Gutiérrez
- Christian Tappan (es) (VF : Jérôme Wiggins) : Arturo Mesa

### Récurrents
- José Zúñiga (VF : Guillaume Lebon) : Amilcar, un important baron de la drogue à Miami.
- Orlando Pineda : Dixon, le fils aîné de Griselda.
- José Velazquez : Uber, le deuxième fils de Griselda.
- Martín Fajardo : Ozzy, le troisième fils de Griselda.
- Fredy Yate : Chucho Castro, garde du corps.
- Camilo Jiménez Varón (VF : Frédéric Popovic) : Rafa Salazar
- Diego Trujillo (es) : Germán Panesso
- Maximiliano Hernández (VF : Paul Borne) : Papo Mejía, le trafiquant colombien rival de Griselda.
- Michael Reilly Burke : le capitaine Sweetwater
- Carolina Giraldo : Carla, une prostituée de Medellín
- Paulina Dávila (es) : Isabel
- Alejandro Barrios : Horatio
- Gabriel Sloyer (VF : Fabrice Fara) : Raul Díaz
- Julieth Restrepo (es) : Marta Ochoa, la cousine des frères Ochoa, tous deux membres de haut rang du cartel de Medellín.

### Invités
- Alberto Ammann : Alberto Bravo, le deuxième mari de Griselda[6].
- Ernesto Alterio : Fernando, le frère d'Alberto.
- Wilmer Calderon (es) : Johnny
- Alberto Mateo (VF : Laurent Morteau) : Eddie « Bird » Rancón
- Taylor Handley (VF : Jérôme Rebbot) : Billy Jensen
- David Piggott : Max Mermelstein (en)
- Christian Gnecco-Quintero : Fabio Ochoa
- Marlene Forte : Esmeralda, la mère de Rigo.
- Carter MacIntyre (en) (VF : Lionel Tua) : Al Singleton
- Jeffrey Vincent Parise (en) (VF : Sébastien Desjours) : Jon Roberts (en)

Version française dirigée par Catherine Brot au studio Titra Film, d'après une adaptation des dialogues d'Aurélia Mathis et Catherine Bialais.
 Source et légende : version française (VF) sur RS Doublage

## Bande son
La musique de la série est composée par Carlos Rafael Rivera.

## Épisodes
1. Arrivée fracassante
2. Les riches blancs
3. Mutinerie
4. Intermédaire
5. Paradis perdu
6. Adios, Miami

## Production

### Développement
Le 3 novembre 2021, il a été rapporté que Netflix développait une nouvelle mini-série basée sur la vie de la trafiquante de drogue Griselda Blanco. La mini-série serait produite par Eric Newman , Sofía Vergara etLuis Balaguer pour Latin World Entertainment. Baiz, originaire de Colombie, a réalisé tous les épisodes.Doug Miro, Andrés Baiz et Carlo Bernard, qui font tous partie de l' équipe créative de Narcos , seraient les producteurs exécutifs et Ingrid Escajeda et Doug Miro serviraient de showrunners,.

### Tournage
Le tournage de la mini-série a débuté le 17 janvier 2022 à Los Angeles.

## Réception

### polémique
Le 17 janvier, des membres de la famille de Griselda Blanco ont intenté une action en justice pour utilisation non autorisée de portraits et ont demandé au juge d'arrêter la diffusion de la série,.

### Audience du public
Au cours de sa première semaine, Griselda a fait ses débuts au numéro un dans 89 pays et a dominé le Top 10 TV hebdomadaire mondial de Netflix (en anglais)  trois jours seulement après sa sortie, gagnant un total de 20,6 millions de téléspectateurs, avec 113,8 millions d'heures visionnées,.

### Critique
Griselda a reçu des critiques généralement positives de la part des critiques, avec des éloges pour la performance de Vergara, bien que certaines inexactitudes historiques aient été critiquées.Sur le site Agrégateur de critiques Rotten Tomatoes , 87 % des 45 avis critiques sont positifs, avec une note moyenne de 6,8/10. Le consensus du site Web est le suivant : "Sofía Vergara disparaît de manière impressionnante dans le rôle de Griselda Blanco dans cette saga de gangsters propulsive, qui se joue des faits mais fait preuve d'un véritable courage.Metacritic , qui utilise une moyenne pondérée , a attribué à la série une note de 64 sur 100 sur la base de 19 critiques, indiquant « des critiques généralement favorables
TVLine a nommé Sofía Vergara son "Interprète de la semaine" pour la semaine du 27 janvier 2024, spécifiquement pour sa performance dans "Paradis perdu". Le site l'a considéré comme une performance « déterminante pour sa carrière », écrivant : « L'engagement inébranlable de Vergara et sa gravité hors du champ gauche élève Griselda à l'une de ces rares expériences télévisées au bord de votre siège ».

## Distinctions

### Nominations
- Golden Globes 2025 : Meilleure actrice dans une mini-série ou un téléfilm pour Sofía Vergara